# Championnat d'Ouganda de football 1996
Navigation
Édition précédente Édition suivante
La saison 1996 du Championnat d'Ouganda de football est la vingt-septième édition du championnat de première division ougandais. Les équipes engagées sont regroupées au sein d'une poule unique où elles affrontent deux fois leurs adversaires, à domicile et à l'extérieur. En fin de saison, les cinq derniers du classement sont relégués et remplacés par les quatre meilleurs clubs de deuxième division.
C'est le club d'Express FC, tenant du titre, qui remporte à nouveau la compétition cette saison après avoir terminé en tête du classement, avec dix points d'avance sur un duo composé de Kampala City Council et du Villa SC. C'est le cinquième titre de champion d'Ouganda de l'histoire du club.
Deux clubs fusionnent avant le début de la saison : Dairy Corp et Mbale Heroes. Le club nouvellement formé prend le nom de Mbale Dairy-Heroes. Cette fusion libère une place en première division, ce qui permet au Villa International FC d'être repêché. À l'opposé, le club d'Arua Municipal Council, pourtant promu cette saison, déclare forfait après quatre journées de championnat.

## Participants
- Mbale-Dairy Heroes
- State House FC
- Villa SC
- Kampala City Council
- Simba FC - Promu de D2
- Uganda Electricity Board
- Express FC
- Coffee SC
- Police FC - Promu de D2
- Iganga Town Council - Promu de D2
- SCOUL FC
- Entebbe Works FC
- Bushenyi United - Promu de D2
- Villa International FC
- Posta FC
- Nile Breweries FC
- Arua Municipal Council - Promu de D2 mais forfait

## Compétition

### Classement
Le classement est établi sur le barème de points classique : victoire à 3 points, match nul à 1, défaite à 0.
| Rang | Équipe                          | Pts | J  | G  | N  | P  | Bp | Bc  | Diff |
| ---- | ------------------------------- | --- | -- | -- | -- | -- | -- | --- | ---- |
| 1    | Express FCT                     | 75  | 30 | 23 | 6  | 1  | 61 | 15  | +46  |
| 2    | Kampala City Council            | 65  | 30 | 20 | 5  | 5  | 56 | 19  | +37  |
| 3    | Villa SC                        | 65  | 30 | 19 | 8  | 3  | 40 | 16  | +24  |
| 4    | Uganda Electricity BoardC       | 50  | 30 | 14 | 8  | 8  | 54 | 29  | +25  |
| 5    | Nile Breweries FC               | 43  | 30 | 11 | 10 | 9  | 42 | 30  | +12  |
| 6    | SCOUL FC                        | 42  | 30 | 13 | 3  | 14 | 35 | 34  | +1   |
| 7    | Iganga Town CouncilP            | 40  | 30 | 10 | 10 | 10 | 42 | 29  | +13  |
| 8    | Police FCP                      | 39  | 30 | 10 | 9  | 11 | 45 | 35  | +10  |
| 9    | State House FC                  | 39  | 30 | 10 | 9  | 11 | 36 | 36  | 0    |
| 10   | Posta FC                        | 39  | 30 | 10 | 9  | 11 | 33 | 33  | 0    |
| 11   | Mbale-Dairy Heroes              | 38  | 30 | 10 | 8  | 12 | 43 | 49  | -6   |
| 12   | Simba FCP                       | 37  | 30 | 11 | 4  | 15 | 53 | 53  | 0    |
| 13   | Entebbe Works FC                | 35  | 30 | 9  | 8  | 13 | 33 | 31  | +2   |
| 14   | Coffee SC                       | 31  | 30 | 7  | 10 | 13 | 34 | 52  | -18  |
| 15   | Villa International FC          | 24  | 30 | 5  | 9  | 16 | 24 | 41  | -17  |
| 16   | Bushenyi UnitedP                | 2   | 30 | 0  | 2  | 28 | 9  | 113 | -104 |
| 17   | Arua Municipal CouncilP abandon | 2   | 4  | 0  | 2  | 2  | 3  | 10  | -7   |

|  | Qualification pour la Ligue des champions de la CAF 1997 et la Coupe CECAFA des clubs 1997 |
|  | Qualification pour la Coupe des Coupes 1997                                                |
|  | Qualification pour la Coupe de la CAF 1997                                                 |
|  | Relégation en deuxième division                                                            |
|  | T : Tenant du titre C : Vainqueur de la Coupe d'Ouganda P : Promu de D2                    |

## Bilan de la saison
| Championnat d'Ouganda de football 1996                             |                                  |
| Champion                                                           | Express FC (5e titre)            |
| Coupes et trophées                                                 |                                  |
| Vainqueur de la Coupe d'Ouganda 1996                               | Umeme Football Club              |
| Qualifications continentales                                       |                                  |
| Ligue des champions de la CAF 1997                                 | Express FC                       |
| Coupe d'Afrique des vainqueurs de coupe de football 1997           | Umeme Football Club              |
| Coupe de la CAF 1997                                               | Kampala City Council             |
| Coupe CECAFA des clubs 1997                                        | Express FC                       |
| Promotions et relégations                                          |                                  |
| Promus en Championnat d'Ouganda de football                        | Old Timers of Mbarara FC         |
| Promus en Championnat d'Ouganda de football                        | Telestars Mbale                  |
| Promus en Championnat d'Ouganda de football                        | Natete FC                        |
| Promus en Championnat d'Ouganda de football                        | Maji FC                          |
| Relégués en Championnat d'Ouganda de football de deuxième division | Entebbe Works FC                 |
| Relégués en Championnat d'Ouganda de football de deuxième division | Villa International FC           |
| Relégués en Championnat d'Ouganda de football de deuxième division | Coffee SC                        |
| Relégués en Championnat d'Ouganda de football de deuxième division | Bushenyi United                  |
| Relégués en Championnat d'Ouganda de football de deuxième division | Arua Municipal Council (abandon) |